# Deep Cuts, Volume 2 (1977-1982)
Deep Cuts, Volume 2 (1977-1982) is een compilatiealbum van de Engelse rockband Queen, uitgebracht in 2011. Net als de voorganger Deep Cuts, Volume 1 (1973-1976) bevat dit album nummers die niet zo bekend zijn als Queens grote hits. Het album wordt op 27 juni 2011 uitgebracht als onderdeel van het 40-jarig bestaan van Queen. Het album wordt op dezelfde dag uitgebracht als de remasters van de tweede vijf albums van Queen (News of the World, Jazz, The Game, Flash Gordon en Hot Space). 

## Tracklist
1. "Mustapha"
2. "Sheer Heart Attack"
3. "Spread Your Wings"
4. "Sleeping on the Sidewalk"
5. "It's Late"
6. "Rock It (Prime Jive)"
7. "Dead on Time"
8. "Sail Away Sweet Sister"
9. "Dragon Attack"
10. "Action This Day"
11. "Put Out the Fire"
12. "Staying Power"
13. "Jealousy"
14. "Battle Theme"